# فلكلور حجازي
فلكلور حجازي؛ الموسيقى في الحجاز والارث الحجازي، نعلم بأن الموسيقى العربية او الشرقية تتميز بحس عالي جدًا ولهذا فأن الموسيقى الشرقية تجدها مربوطة بالمكان والحضارة والمنشاء؛ فتجد مرة موسيقى تعطي انطباع وروح مختلفة عن موسيقى أخرى بالرغم تطابق الاجناس بتسلسلها، ولان روح المقامات الشرقية خاصة جدة ومختلطة بروح الحضارات الشرقية، وتستمر بالتلقين من جيل الى اخر، لأنها تمثل حضاره موسيقية تعبر عن المنطقة وأهلها، نجد ذلك الطابع يختلف دائمًا في الموسيقى الشرقية من مكان عن مكان. مثلاً: مصر، تركيا، العراق وغيرها وهي تحت موضع الاهتمام.

## المنبع والانتشار
أصلها مكة المكرمة ويتم تناولها في منطقة الحجاز كامله، وهي الموسيقى الخاصة باهل الحجاز. لذا أحيانا إذا أردنا التحديد أكثر نقول المقامات المكية أو المدرسة المكية وهذه مدرسة موسيقية خاصة بإيقاعاتها الخاصة.

## المقامات الحجازية والونها
المقام الحجازية مختصرة في كلمة:
بحمردسج :
ب : بيات ح : حراب وحجاز : م : مايا ر: راصد د : دوكا س : سيكاه ج : جهركاه
تمثلت على أجمل حلة في الابتهالات الدينية الحجازية مثلا والمجسات الحجازية والدانات وغيرها،
ولكن الصعوبة تكون في فهم الألية والأكثر صعوبة توفر الخامة الصوتية القوية التي تستطيع أدائها، فإن وجدت الخبرة لا تجد مؤدي والعكس صحيح.

## طريقة عملها
توجد آلية خاصة ومدارس خاصة بالتدريس من جيل لجيل، غالباً ما يكون سبب الاختلاف عن الموسيقى الشرقية في طريقة تناول المقام بشكل عام، وأسلوب عرض جوانب المقام مثلاً لدينا بدلاً من: ( استهلال – ركوز – تحرير .. إلخ ) نسميها ( مَشَق ، مَحَط ، بحر .. الخ )